# Anne Lucy Bosworth Focke
Anne Lucy Bosworth Focke (Woonsocket, 29 de setembro de 1868 — 15 de maio de 1907) foi uma matemática estadunidense.
Bacharelou-se no Wellesley College, em 1890, mestrado pela Universidade de Chicago, em 1896, e doutorado em 1900 na Universidade de Göttingen, em 1899. Orientada por David Hilbert, foi sua primeira aluna de doutorado.